# Northrop Grumman X-47A Pegasus
El Northrop Grumman X-47 es un vehículo aéreo de combate no tripulado. El X-47 comenzó como parte del programa J-UCAS de la DARPA, y actualmente es parte del programa UCAS-D, de la Armada de los Estados Unidos, para crear un avión no tripulado embarcado. A diferencia del Boeing X-45, el desarrollo inicial del Pegasus fue presupuestado por la propia compañía. El vehículo original lleva la designación X-47A Pegasus, mientras que la derivada versión naval es designada X-47B.

## Diseño y desarrollo
La Armada estadounidense no realizó esfuerzos en UCAV prácticos hasta la mitad de los años 2000, cuando concedió dos contratos de 2 millones de dólares cada uno a Boeing y a Northrop Grumman para desarrollar un programa de exploración del concepto de 15 meses.
Las consideraciones de diseño para un UCAV naval incluían tratar con el ambiente corrosivo del agua salada, el comportamiento en cubierta para el lanzamiento y recuperación, la integración con los sistemas de mando y control, y la operación en el ambiente de alta interferencia electromagnética de un portaaviones. La Armada estaba también interesada en usar sus UCAV en misiones de reconocimiento, penetrando espacio aéreo protegido para identificar blancos para las oleadas de ataque.
La Armada pasó a conceder a Northrop Grumman un contrato por un demostrador UCAV naval con la designación X-47A Pegasus, a principios de 2001. El vehículo prueba de concepto X-47A fue construido bajo contrato por Scaled Composites de Burt Rutan en el Puerto Aéreo y Espacial de Mojave. El demostrador Pegasus parece una simple punta de flecha negra sin plano de cola vertical. Tiene un ángulo del borde de ataque de 55 grados y el del borde de fuga es de 35 grados. Posee tren de aterrizaje triciclo retráctil, con pata de morro con una sola rueda y tren principal de dos ruedas, y tiene seis superficies de control, que incluyen dos elevones y cuatro "incrustaciones". Las incrustaciones son pequeñas estructuras flap montadas en la parte superior e inferior del ala, por delante de las puntas alares.
El X-47A está propulsado por un único pequeño motor turbofán de alta derivación Pratt & Whitney Canada JT15D-5C de 14,2 kN (3190 lbf) de empuje. Este motor está actualmente en uso con aviones operacionales como el entrenador Aermacchi S-211. El motor está montado en la espalda del demostrador, con la toma de aire en la parte superior, detrás del morro. El conducto de la toma tiene un difusor en serpentín para evitar las reflexiones radar del compresor del motor. Sin embargo, para mantener bajo el coste, el escape del motor es una simple tobera cilíndrica, sin provisión para reducir la firma radar o infrarroja.
El fuselaje del X-47A está construido de materiales compuestos, siendo subcontratada la construcción a la compañía Scaled Composites de Burt Rutan, que tenía la pericia y las herramientas para hacer el trabajo sin sobrecostes. El fuselaje consiste en cuatro conjuntos principales, divididos a la mitad, con dos conjuntos en la parte superior y dos en la inferior.
El X-47A fue presentado el 30 de julio de 2001 y realizó su primer vuelo el 23 de febrero de 2003 en el Centro de Guerra Aérea Naval estadounidense en China Lake, California. El programa de pruebas de vuelo no incluía el lanzamiento de armas, pero el Pegasus tiene dos bodegas de armas, una a cada lado del motor, que pueden ser cargadas cada una con una única bomba simulada de 225 kg para simular cargas de vuelos operacionales. El Pegasus también fue usado para evaluar tecnologías de aterrizaje en cubiertas de portaaviones, ya que el demostrador no tenía gancho de retención. Otros problemas relacionados con las operaciones en portaaviones incluían la adición de ganchos de amarre sin comprometer las características furtivas, y diseñar paneles de acceso que no volaran o se dañaran con los fuertes vientos que soplan en la cubierta del portaaviones. El programa J-UCAS finalizó en febrero de 2006 tras la Revisión Cuatrienal de Defensa de las fuerzas armadas estadounidenses. La Fuerza Aérea y la Armada estadounidenses prosiguieron con sus propios programas. La Armada seleccionó el X-47B de Northrop Grumman como su programa demostrador de Sistema Aéreo de Combate No Tripulado (UCAS-D).

## Variantes
X-47A Pegasus
Prototipo de demostrador UCAV naval.
X-47B
Prototipo de demostrador UCAS-D naval.
X-47C
Versión mayor propuesta con una carga útil de 4500 kg y una envergadura de 52,4 m.

## Operadores
Estados Unidos
- Armada de los Estados Unidos

## Especificaciones (X-47A)

### Características generales
- Tripulación: 0 (UAV)
- Longitud: 8,5 m (27,9 ft)
- Envergadura: 8,5 m (27,8 ft)
- Altura: 1,9 m (6,1 ft)
- Superficie alar: 36 m² (387,3 ft²)
- Peso vacío: 1740 kg (3835 lb)
- Peso cargado: 2212 kg (4875,2 lb)
- Peso máximo al despegue: 2678 kg (5902,3 lb)
- Planta motriz: 1× turbofán Pratt & Whitney Canada JT15D-5C.
  - Potencia: 14 kW (20 HP; 19 CV)

### Rendimiento
- Velocidad nunca excedida (Vne): "altamente subsónica"
- Velocidad crucero (Vc): "altamente subsónica"
- Alcance: 2778 km (1500 nmi; 1726 mi) +
- Techo de vuelo: 12 192 m (40 000 ft) +
- Potencia/peso: 0,65

## Aeronaves relacionadas

### Desarrollos relacionados
- Northrop Grumman X-47B

### Aeronaves similares
- Boeing X-45
- Mikoyan Skat

### Secuencias de designación
- Secuencia X-_ (Aviones eXperimentales estadounidenses, 1948-presente): ← X-44 (UAV) - X-45 - X-46 - X-47A/B/C - X-48 - X-49 - X-50 →